# Хермлин, Арне
Арне Каарелович Хермлин (эст. Aarne Hermlin; 6 июня 1940, Выру, Выру — 17 ноября 2007, Сало, Западная Финляндия) — советский и эстонский шахматист, чемпион Эстонской ССР по шахматам (1968), мастер спорта СССР (1969), международный мастер ИКЧФ (1986), мастер ФИДЕ (1992).

## Биография
Родился в Выру. С 1948 г. жил в Йыгеве. Шахматами начал заниматься под влиянием своего отца, учителя эстонского языка и литературы Каарела Хермлина (1905—1960), который имел первый разряд по шахматам и организовал первую в городе шахматную секцию. В память об отце с середины 1960-х гг. каждый год проводил в Йыгеве командные турниры его памяти.
В 1956 и 1957 годах становился чемпионом Эстонской ССР среди юниоров. В 1968 году разделил 2—3 места с А. П. Петерсоном в чемпионате Прибалтики по шахматам. В 1975 году вместе с В. Д. Купрейчиком выиграл турнир в Пярну. В чемпионатах Эстонской ССР завоевал золотую (1968), серебряную (1981) и 2 бронзовые медали (1965, 1984).
В составе сборной Эстонской ССР выступал в трёх первенствах СССР среди команд союзных республик (1959, 1975, 1979; все три турнира в рамках Спартакиад народов СССР). В составе команды общества «Йыуд» участник первенства СССР среди спортивных обществ 1968 года. Участник ряда традиционных матчей на ста досках между Эстонской ССР и Латвийской ССР.
Активно участвовал в соревнованиях по переписке, став международным мастером ИКЧФ. Завоевал малую золотую медаль 7-го командного чемпионата СССР за лучший результат на 8-й доске (13 из 16, 1—2 места с представителем РСФСР П. Вланским). В 28-м чемпионате Европы (1984—1989) — 6-е место (делёж 2—6-го мест, с учётом коэффициента Бергера 6-е место). Участник 3/4 финала 15-го чемпионата мира по переписке (1989).
Умер во время шахматного турнира в Финляндии.